# Waganowo (rejon kiczmiengsko-gorodiecki)
Waganowo (ros. Ваганово) – wieś w Rosji, w rejonie kiczmiengsko-gorodieckim obwodu wołogodzkiego. W 2010 r. liczyła 21 mieszkańców.